# پاستور مالدونادو
مالدونادو
پاستور رافائل مالدونادو موتا (اسپانیایی: Pastor Rafael Maldonado Motta‎, تلفظ اسپانیایی: [pasˈtoɾ maldoˈnaðo]؛ زادهٔ ۹ مارس ۱۹۸۵) یک رانندهٔ مسابقه‌ای حرفه‌ای اهل ونزوئلا است که برای تیم‌های ویلیامز (۲۰۱۱–۲۰۱۳) و لوتوس (۲۰۱۴–۲۰۱۵) در مسابقات فرمول یک رانندگی کرده‌است. او پیش از ورود به فرمول یک، در فصل ۲۰۱۰ مسابقات سری جی‌پی۲ به مقام قهرمانی رسید.
مالدونادو پس از پیروزی در جایزه بزرگ اسپانیا ۲۰۱۲ با تیم ویلیامز، به نخستین رانندهٔ ونزوئلایی بدل شد که موفق می‌شد در یک مسابقهٔ جایزه بزرگ برنده شود. او در این مسابقه نخستین و تنها پول پوزیشن خود را نیز کسب کرده بود. گراند پری اسپانیا همچنین تنها جایگاه او بر روی سکو و تنها پیروزی او در مسابقات فرمول یک را نیز برای مالدونادو به همراه داشت. این مسابقه تا فصل ۲۰۲۰ همچنان آخرین پیروزی تیم ویلیامز در مسابقات فرمول یک محسوب می‌شود.